# Selsingen
Selsingen este o comună din landul Saxonia Inferioară, Germania.

## Legături internaționale
Selsingen este înfrățit cu satul Sawston, din Cambridgeshire, Anglia, începând cu anul 1984.